# HD70123
HD70123 — хімічно пекулярна зоря спектрального класу
A0 й має видиму зоряну величину в смузі V приблизно 10,4.

## Пекулярний хімічний склад
Зоряна атмосфера HD70123 має підвищений вміст 
Si
.